# Ndiyona
Ndiyona es un poblado en la circunscripción electoral del mismo nombre, aproximadamente 100 km al este de Rundu (capital de la región administrativa de Kavango), en Namibia.
En Ndiyona se encuentra la oficina de enlace para asuntos tribales de la tribu gciriku, un subgrupo de los Kavango.
La circunscripción electoral de Ndiyona contaba con 19.150 habitantes en 2004.
El parque nacional Khaudom se encuentra en la zona de este circuito electoral, así como también los poblados de Nyangana, Shamwimbi, Twitwima, Kakekete, Tcotcoma, Cwibo, Shishidjo, Shakambu, Gcumagcashi, Cubambam, Cakwe, y Causa.
Un acuerdo con Angola permite a los habitantes de la zona, el libre tránsito sin documentos de viaje hasta una distancia de 30 kilómetros de la frontera.